# Balitora brucei
Balitora brucei es una especie de peces de la familia de los Balitoridae en el orden de los Cypriniformes.

## Morfología
• Los machos pueden llegar alcanzar los 10,5 cm de longitud total.

## Distribución geográfica
Se encuentra en la India, Bután, Bangladés, Nepal y Birmania.